# Hans van Tuyll van Serooskerken
Hans Georg Inundat baron van Tuyll van Serooskerken, heer van Oud-Beijerland en Sweserengh, (Zuilen, 20 mei 1917 – Warmond, 6 augustus 1988) was een Nederlands burgemeester en landdrost. Hij was een telg van het adellijk geslacht Van Tuyll van Serooskerken.

## Leven en werk
Van Tuyll van Serooskerken werd in 1917 geboren als zoon van de burgemeester ir. Frederik Christiaan Constantijn baron van Tuyll van Serooskerken en Lucile Agnes barones van Lynden. Hij huwde met Alide Agnes Beets en vervolgens, in 1972, met Marie Louise Kars. Uit het eerste huwelijk werden vier kinderen geboren.
Van Tuyll was lid van de Volkspartij voor Vrijheid en Democratie (VVD). In zijn 28 jaar durende loopbaan als bestuurder was hij landdrost van het door Nederland geannexeerde Duitse dorp Elten bij Arnhem. Hij bekleedde deze functie van oktober 1961 tot augustus 1963 en verkreeg landelijke bekendheid bij de teruggave van dit dorp aan West-Duitsland op 1 augustus 1963. Daarna was hij burgemeester van achtereenvolgens Ruurlo, Wisch, Zoetermeer en Utrecht. Zoetermeer was een succes, Utrecht was echter door ziekte een minder succesvolle periode. Van 1 mei 1980 tot 1 juni 1987 fungeerde hij als lid van de Raad van State in buitengewone dienst.
In Zoetermeer is het Van Tuyllpark naar hem vernoemd. De Burgemeester van Tuyllkade in Utrecht, die loopt van het Berlageplein tot de Prins Bernhardlaan, is niet naar hem vernoemd maar naar een Burgemeester van Zuilen (gemeente), baron F. C. C. Tuyll van Serooskerken (1916-1931). Varsseveld en Oude IJsselstreek kennen een Burgemeester Van Tuyllstraat.
- Biografisch Portaal: 67155944
- Parlement.com: vg09llyliqyj